# مکبث

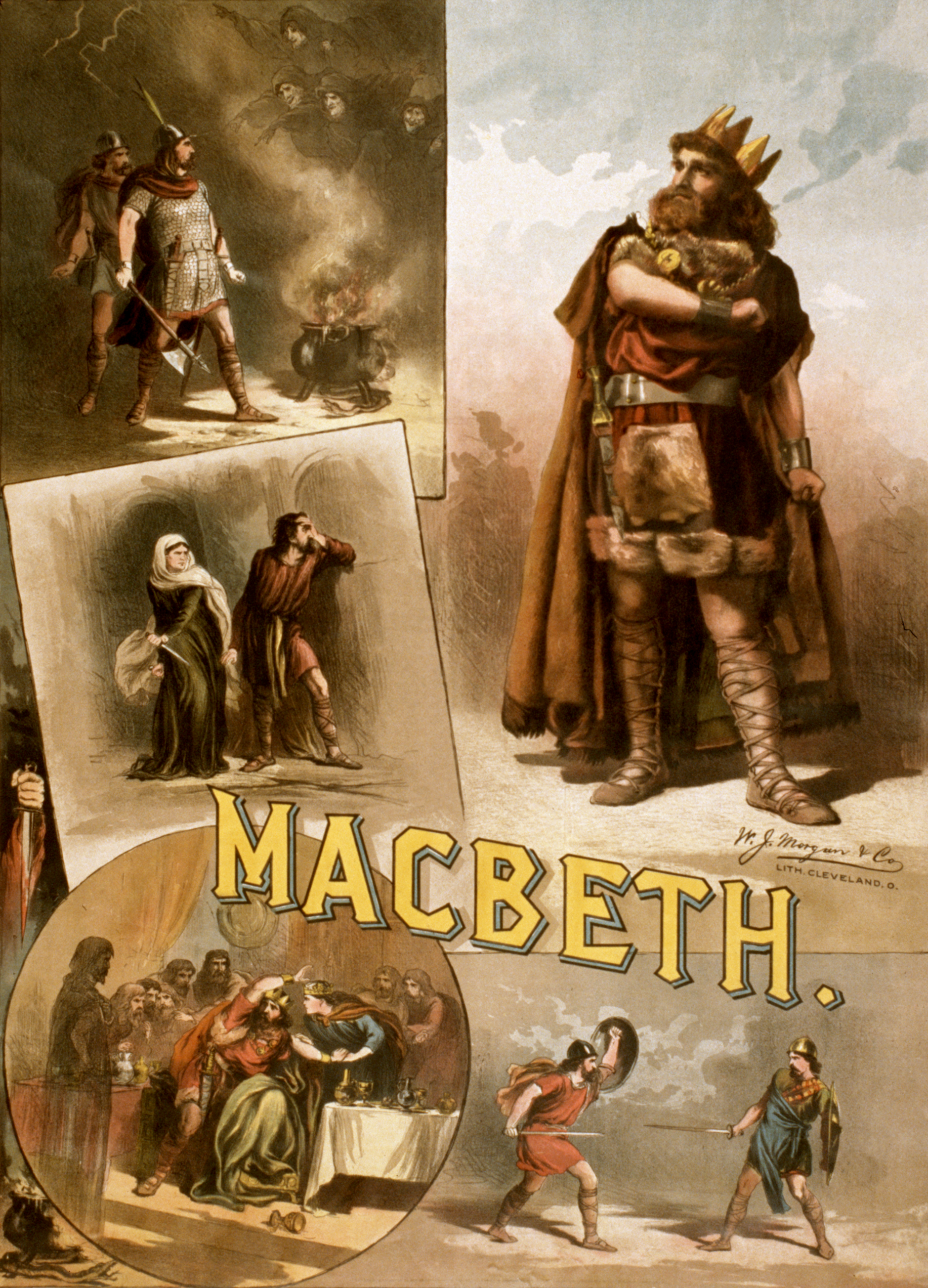
پوستری از یک اجرای نمایشنامهٔ مکبث تولید آمریکا سال ۱۸۸۴ میلادی.

مَکبِـث (انگلیسی: Macbeth) نمایشنامه‌ای تراژیک اثر ویلیام شکسپیر است. این نمایشنامه کوتاه‌ترین تراژدی و یکی از محبوب‌ترین آثار اوست که بنا به اعتقاد بسیاری بین سال‌های ۱۵۹۹ و ۱۶۰۶ میلادی نوشته شده‌است.
اساس تراژدی مکبث وقایع تاریخی اسکاتلند است، اما شکسپیر با تکیه بر ذوق و طبع هنری و ادبی خویش تغییراتی در آن داده و حوادث جنگ‌ها را به هم آمیخته‌است.
این نمایشنامهٔ جاویدان، ماجرای آسیب جسمی و آثار منفی روحی-روانی جاه‌طلبی سیاسی و کسانی که به‌دنبال نفس قدرت هستند را به بهترین شکل نمایش‌پردازی و دراماتیزه کرده‌است.
اولین اجرا از این نمایشنامه که احتمالاً شکسپیر هم در آن به ایفای نقش پرداخته‌است؛ به آوریل سال ۱۶۱۱ میلادی برمی‌گردد که بنا به شرح مکتوب سیمون فورمن (منجم، طبیب و گیاه‌شناس انگلیسی دربارِ ملکه الیزابت اول)، در تئاتر جهان واقع در لندن اجرا شده‌است.
اولین نمونه از این نمایشنامه در سال ۱۶۲۳ در کتاب مجموعه‌ آثار نمایشنامه‌ای کمدی، تاریخی و تراژدی شکسپیر، در زمان پادشاهی جیمز یکم (انگلستان) به چاپ رسید و انتشار یافت. شاه جیمز اول را از حامیان آثار و نوشته‌های شکسپیر دانسته‌اند و بعضی از آثار نمایشنامه‌ای شکسپیر در زمان او نوشته شده‌است. اکثر آثار او اما در دورهٔ سلطنت الیزابت اول تدوین و اجرا شده‌است.
تمامی نمایشنامه‌های شکسپیر در مخلوطی از نظم یا شعر و نثر نوشته شده‌است. در نمایشنامهٔ مکبث فقط چند سطر طنز دربان قصر مکبث و چند جمله در گفتگوی لیدی مکداف و فرزندش به زبان نثر البته با آهنگ یا وزن درونی است و بقیهٔ نمایشنامه چه محاوره‌ها و چه تک‌گویی‌ها همگی منظوم یعنی به شعر با وزن عروضی ده‌هجایی است، هرچند اکثر مصرع‌ها قافیه ندارد. به این‌گونه ترکیب شعری در ادبیات انگلیسی شعر Blank Verse می‌گویند. البته در نمایشنامهٔ مکبث گفتگوهای جادوگران با یکدیگر در اوزانی متفاوت از این وزن نوشته شده؛ احتمالاً به این منظور که نشان دهد محیط تخیلی و شخصیت غیربشری آن‌ها با فضا و شخصیت‌های نمایشنامه تفاوت دارد.
پس از گذشت قرن‌ها، هنوز شخصیت‌های اصلی موجود در این نمایشنامه، نظیر مکبث و بانو مکبث، جذاب و درعین‌حال دستمایهٔ ساخت آثار اقتباسی سینمایی و تلویزیونی، تئاتر و اپرا و اقتباس ادبی به‌شکل رمان و کتاب کمیک بوده‌است.
در سریال زخم کاری که ساخت ایران است، از این نمایشنامه استفاده شده‌است.
نوشتن عنوان این نمایشنامه در فارسی
صالح حسینی در پیشگفتار ترجمهٔ خود میگوید:
در ترجمه های پیشین این نمایش نامه-یا در نوشته هایی که نام آن آمده- Macbeth را مکبث ضبط کرده‌اند، که به نظر من اشتباه است. زیرا th (دو حرف آخر عنوان) در فارسی به تلفّظ درست در نمی‌آید. چیزی است در مَثَل، شبیه تلفظ ض در عربی (مثلاً در کلمهٔ مغضوب) یا ظ (در کلمهٔ ظاهر)، که فارسی‌زبانان هر چرخشی که به زبان بدهند، نمیتوانند این دو حرف را شبیه عرب‌زبانان تلفظ کنند و تلاش های مکانیکی برای تلفظ درست آن یکسره مذبوحانه است و راه‌به‌جایی نمی‌برد. بر همین نمط، تلفظ درست th با هیچ ترفند و تدبیری در فارسی میسّر نیست و فقط و فقط انگلیسی‌زبانان از عهدهٔ آن بر‌می‌آید. از‌این‌رو، تلفظ آن به ث صددرصد غلط است. پس اولیتر این است که th را ت تلفظ کنیم و زحمت دیگران نداریم.

## خلاصهٔ داستان
تراژدی شرح زندگی پرحادثهٔ سرداری دلیر و لایق به‌نامِ مکبث است. دانکن، پادشاه شریف و مهربان اسکاتلند، او را از میان هواخواهان خود برمی‌کشد و به وی لقب و منصب می‌بخشد، اما مکبث براثرِ تلقین جادوگران و وسوسهٔ نفس و با اغوای لیدی مکبث (زن جاه‌طلب خویش) در شبی که پادشاه مهمان اوست او را در خواب به قتل می‌رساند و با این قتل جهنمی برای خویش به وجود می‌آورد. مکبث از آن پس گرفتار عذاب وجدان می‌شود، چندان‌که هر آهنگی و هر درکوفتنی او را هراسان می‌کند.
سردار مکبث و سردار بانکو پس از شکست سپاهیان نروژی و در راه بازگشت به اسکاتلند با جادوگران روبه‌رو می‌شوند که از آینده خبر می‌دهند و درحالی‌که امیر کادور زنده است، او را سالار کادور می‌خوانند و به او می‌گویند که شاه خواهد شد. ساحران در پاسخ سؤال بانکو می‌گویند: «فرزندان تو به پادشاهی می‌رسند». دو سردار غرق در شگفتی از ساحران جدا می‌شوند. مکبث در راه بازگشت توسط پیک دانکن، پادشاه اسکاتلند، باخبر می‌شود که امیر کادور به جرم خیانت به اعدام محکوم شده و ولایت کادور نصیب او شده‌است و این پیام تکان‌دهنده درستی پیشگویی ساحران را بر او ثابت می‌کند. (امیر کادور بعد از شاه و جانشین بالاترین مقام را در کشور دارد). دانکن برای تقدیر از سردار پیروز (مکبث)، به قصر او وارد می‌شود تا شب را نیز در کاخ او سر کند؛ غافل از آنکه مکبث با وسوسهٔ همسرش، لیدی مکبث، فرجامین شب زندگی او را تدارک دیده‌اند. دانکن در خوابگاه به قتل می‌رسد و دستان مکبث و روان لیدی مکبث به خون ولی‌نعمتشان که به فروتنی و تواضع مشهور است آلوده می‌شود. اما این پایان ماجرا نیست و مکبث برای آنکه پیشگویی ساحران محقق نشود، قاتلانی را به کشتن فرزندان بانکو می‌گمارد. بانکو که بو برده‌است فرزندش، فلیانس، ممکن است کشته شود، او را فراری می‌دهد ولی خود به‌دستِ همان قاتلان کشته می‌شود. مالکوم، فرزند دانکن، نیز می‌گریزد تا مبادا به قتل برسد و این اقدام بر خشم و خون‌خواری مکبث می‌افزاید. هدف بعدی مکداف، سالار فایف، است که او نیز از اسکاتلند گریخته و به جمع مخالفان مکبث پیوسته‌است. اما مکبث کاخ مکداف را به آتش می‌کشد و زن و فرزندان سالار فایف را با قساوت می‌کشد.
اکنون چاپلوسان و بزدلان مکبث و لیدی مکبث را دوره کرده‌اند و هرآن‌کس که اندکی شجاعت و غیرت دارد دو راه پیش رو دارد: گریختن از اسکاتلند یا پذیرش مرگ. پس جوّ هولناکی بر اسکاتلند حاکم شده و حتی مردان بزرگ نیز غالباً از ترس جان به جنگل پناه می‌برند. لیدی مکبث که در آرزوی تاج‌وتخت مبتلا به جنون شده، دستان آلوده‌اش را می‌شوید تا خون ریختهٔ دانکن و دیگران را از آن بزداید؛ اما هر بار بیش‌ازپیش گرفتار عذاب وجدان می‌شود و در سرسرای کاخ راه می‌رود و افشای راز می‌کند و ندیمه و دیگران بر خود می‌لرزند که چگونه بانو مکبث و مکبث دستشان را به خون دیگران آلوده کرده‌اند. پس نه مکبث و نه همسرش شادمان نیستند و ازاین‌رو مکبث به ساحران متوسل می‌شود تا از آنها بشنود که آینده چگونه خواهد بود. ساحران در دیدار دوم او را امیدوار می‌کنند که حکومتش و جانش پابرجاست و مادام که جنگل بیرنام به حرکت درنیاید و تا زمانی که فردی از مادر نزاده باشد که او را به قتل برساند، نباید نگران باشد. اما در این اثنا مخالفان مکبث به سرکردگی مکداف دردمند و مالکوم درصدد حمله به اسکاتلند هستند و لیدی مکبث نیز در اوج جنون به سر می‌برد و سرانجام خودکشی می‌کند.
سربازان تحت امر فرماندهان مخالف مکبث درختان جنگل بیرنام را قطع می‌کنند و با استتار خود در پس آنها به‌سوی مقر حکومت مکبث حمله می‌برند و او حرکت جنگل بیرنام را زنگ خطر تحقق پیشگویی ساحران به حساب می‌آورد، اما هنوز امیدوار است که زنده بماند، لیکن هنگامی که از زبان مکداف می‌شنود که او از مادر زاده نشده، بلکه با جراحی شکم مادرش وی را به دنیا آورده‌اند (سزارین)، مرگ را پیش روی خود می‌بیند و چنین نیز می‌شود: مکداف مکبث جنایتکار را می‌کشد و سپاهیان وارد کاخ می‌شوند و مالکوم را به پادشاهی اسکاتلند برمی‌گزینند.

## شخصیت‌های اصلی
- مکبث
- بانو مکبث
- دانکن
- بانکو

## فیلم‌ها
موضوع و کشمکش‌های جاری در داستان مکبث برای هر کارگردانی، جذاب می‌باشد. از این رو استقبال زیادی برای برگردان کردن این نمایشنامه به فیلم وجود دارد. این لیست بخشی از اقتباس‌های سینمایی از نمایشنامه مکبث می‌باشد.
- مکبث ساختهٔ اورسن ولز، سال ۱۹۴۸
- سریر خون ساختهٔ آکیرا کوروساوا سال ۱۹۵۷
- تراژدی مکبث ساختهٔ رومن پولانسکی، سال ۱۹۷۱
- مکبث فیلم تلویزیونی مجارستانی ساختهٔ بلا تار سال ۱۹۸۲
- مکبث ساختهٔ جاستین کرزل سال ۲۰۱۵
- تراژدی مکبث ساختهٔ جوئل کوئن سال ۲۰۲۱

## سریال‌ها
- زخم کاری (مجموعه نمایش خانگی) (بر اساس رمانی از محمود حسینی زاد با عنوان بیست زخم کاری که اقتباس از تراژدی مکبث است) محمد حسین مهدویان سال ۲۰۲۱

## ترجمه به فارسی
کوتاه‌ترین تراژدی شکسپیر به نام «مکبث» با ترجمه مهدی سجودی مقدم یه صورت دو زبانه از سوی انتشارات مهراندیش در سال 1401 منتشر شده است.